# Triphosa affirmaria
Triphosa affirmaria là một loài bướm đêm trong họ Geometridae.